# Wietze
Pour les articles homonymes, voir Wietze (homonymie).
Wietze est une commune d'Allemagne, d'environ 8 000 habitants, en Basse-Saxe, dans l'arrondissement de Celle.

## Géographie
Wietze est située à environ 20 km à l'ouest de Celle, à 40 km au nord de Hanovre et à 15 km à l'est de Schwarmstedt, dans les contreforts méridionaux de la lande de Lunebourg. Elle comprend les quartiers de Wietze, Hornbostel, Jeversen et Wieckenberg (de).
La commune est traversée par une rivière, le Wietze, qui se jette dans l'Aller.

## Histoire
Le lieu-dit "Steinförde" apparaît 50 ans avant la première mention écrite de "Wietze" en 1220. Le nom vient probablement d'un gué au-dessus du Wietze. La commune a repris le nom de la petite rivière qui vient de wizene (rivière aux ormes). En 1928, Steinförde intègrera Wietze.

### Le pétrole à Wietze
Le pétrole à Wietze est mentionné pour la première fois en 1652 sous le nom de goudron de Wietze. Après plusieurs étés pluvieux, ce goudron ressort la terre. Quelques fermes l'exploitent. On l'appelle alors Smeer ou lard de Satan. Il sert de graisse qui peut allumer les torches ou huiler les essieux des carrioles, matériau d'étanchéité de la toiture et dans la construction navale, la couverture des dommages aux arbres fruitiers et le traitement des plaies chez les animaux et les humains (pommade noire). Les méthodes se développent dans le but d'obtenir et d'améliorer la qualité chimique du goudron et du pétrole. En 1819, le garde-forestier Friedrich Wallmann acquérant une ferme pour vivre de la vente de tonneaux de goudron. Il le vend notamment à Hambourg qui en goudronne ses trottoirs jusqu'au grand incendie de Hambourg en 1842. La dynastie d'agriculteurs Wallmann devient riche grâce à cette matière dont la demande explose en pleine révolution industrielle.

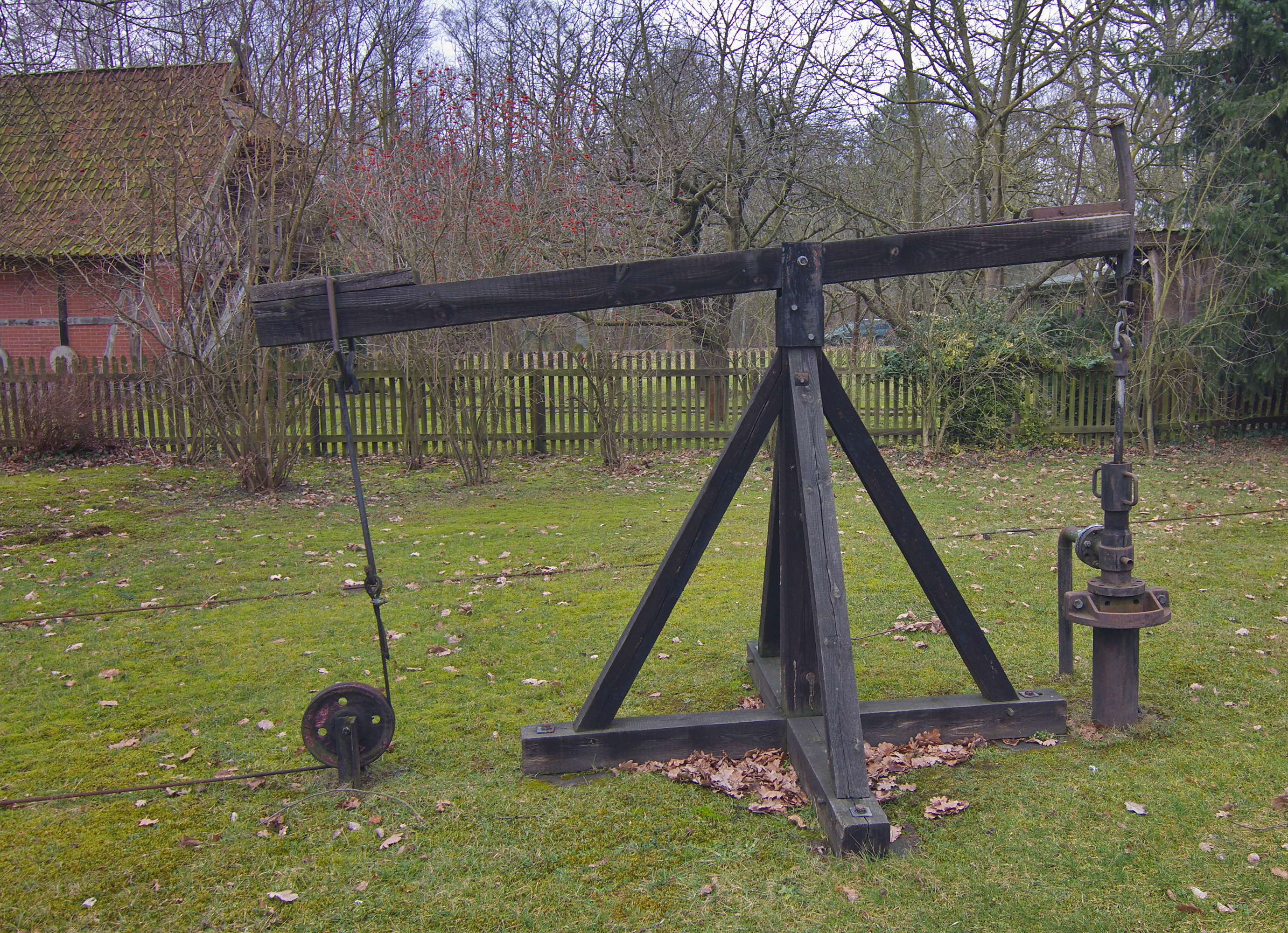
Premier puits de pétrole

Au XVIIIe siècle, le royaume de Hanovre prend connaissance de la recherche de matières premières sur le "puits de pétrole" à Wietze. Fin juillet 1858, le géologue Georg Christian Konrad Hunäus (de) fait construire les premiers puits en espérant y trouver du lignite. Après différents sondages, en juin 1859 il trouve non pas du lignite mais le pétrole à une profondeur de 35,6 m, le premier puits étant exploité par les Wallmann. Contrairement aux États-Unis et à la ruée vers l'or noir en Pennsylvanie (en), Wietze reste discret. Mais en 1899, cette fièvre arrive, le puits parvient à atteindre 270 m de fond. 2 500 tonnes sont extraits puis 27 000 en 1900. On compte 25 entreprises. Le transport du pétrole se fait dans des fûts de bois sur des voitures à cheval à Celle et Schwarmstedt puis par chemin de fer vers les raffineries de Hambourg et de Brême. En 1903, une "route du pétrole", une voie ferrée entre Celle et Schwarmstedt, est achevée. Comme sur l'Aller il n'y a pas de voie navigable jusqu'en 1908, la rivière est canalisée de Celle jusqu'à l'embouchure de la Leine. Les bateaux-citernes mesurent 48,5 m de long et 7,2 m de large, ils peuvent charger 330 tonnes seulement en raison des boucles de l'Aller. On bâtit un port et deux réservoirs de stockage. En 1909, environ 21 000 tonnes de pétrole brut sont transportées par bateau à partir de Wietze à Brême. Deux autres réservoirs sont construits également à la gare. La société publique de chargement du pétrole existera jusqu'au milieu des années 1920.

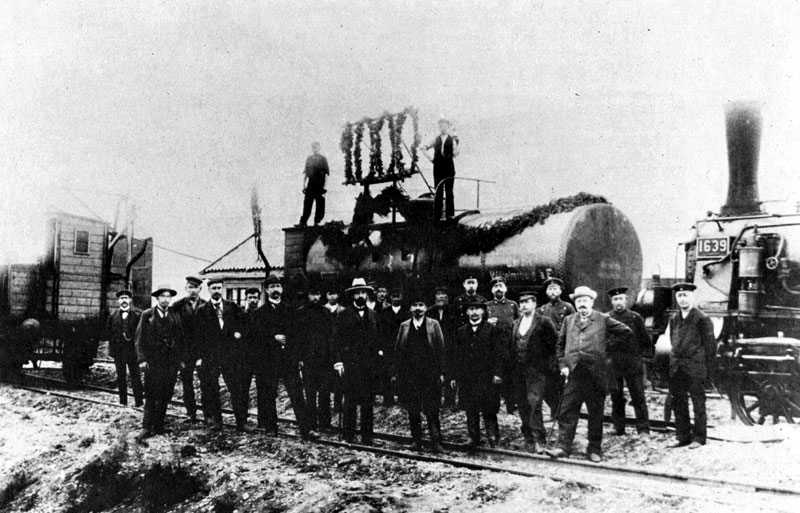
Wagon-Citerne en 1906

La grande exploitation pétrolière transforme Wietze. L'infrastructure est grandement améliorée (amélioration des routes, "route du pétrole", l'approvisionnement en énergie). Une raffinerie est construite. Le nombre d'opérations de forage a augmenté si rapidement que la plupart des travailleurs ne trouvent aucune résidence dans la ville, la proportion de nouveaux venus est de 90 pour cent. Entre 1900 et 1915 à Steinförde se crée une « colonie », une pluralité de maisons identiques, financée par les compagnies pétrolières pour les travailleurs.
Dans l'ensemble, 52 entreprises étaient actives à Wietze, dont 24 dans le forage (elles rejoindront la RWE Dea (en)). Wietze couvre temporairement 80 pour cent de la demande intérieure allemande. La recherche de pétrole s'intensifie après la Première Guerre mondiale. En 1934, on compte 900 travailleurs dans le secteur du pétrole.

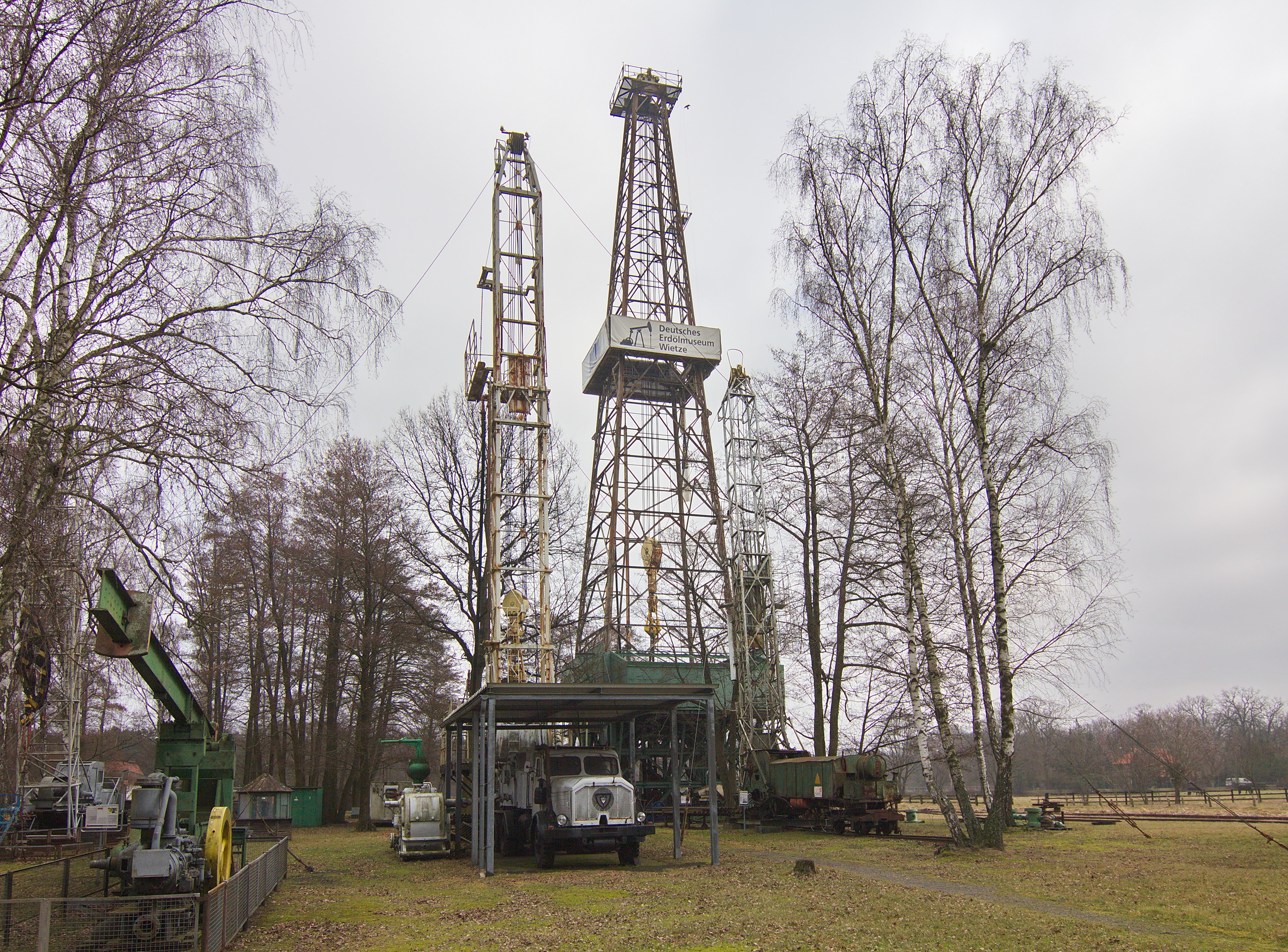
Musée du pétrole

Jusqu'à la fermeture définitive de toutes les entreprises en 1963 pour des raisons économiques, il y avait 2 028 forages (environ 1 600 exploitables) et une mine avec un réseau de plus de 80 km de long à des profondeurs de 222 à 325 m. Dans la mine on extrait de 1918 à 1964, environ un million de tonnes de pétrole provenant des sables bitumineux.
Aujourd'hui il existe à côté d'un terril de 55 m, un musée, un lieu de stockage, le laboratoire central de la RWE Dea (en).

## Entreprises
En 2010, un abattoir de volaille s'ouvre à 1,5 km du centre-ville de Wietze. L'entreprise, la Celler Land Frischgeflügel GmbH, transforme 130 millions de poulets par an des fermes dans un environ de 150 km. Après les derniers travaux, ce sera le plus grand abattoir de volaille en Europe avec 1 000 employés.
À Jeversen, se trouve le Contidrom, un terrain d'essai de Continental AG pour tester des pneus.

## Infrastructure
Wietze se situe sur la Bundesstraße 214 de Celle à Schwarmstedt après Nienburg/Weser, à 10 km de la Bundesautobahn 7.
L'Allertalbahn (de), la ligne ferroviaire de Celle à Wietze et Schwarmstedt en direction de Brême, ouvre le 1er octobre 1903. Le service aux passagers cessé à Wietze le 25 septembre 1966, le trafic de fret le 31 janvier 1985, puis les voies sont démantelés.

## Services publics
Wietze gère trois écoles maternelles, une école primaire, un collège et un lycée.
Il y a un commissariat de police et une caserne de pompiers.

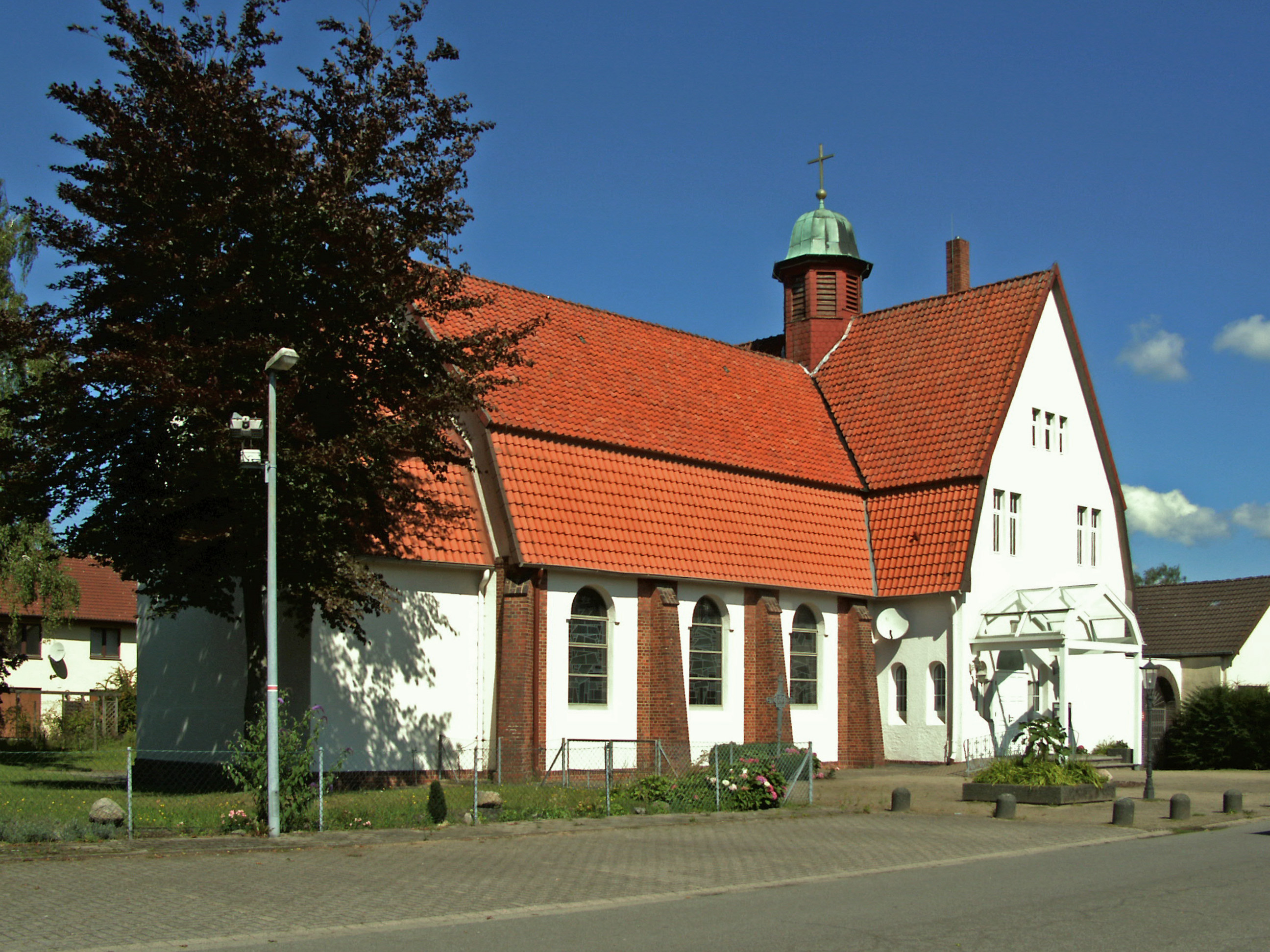
Église catholique Sainte Marie

## Religion
L'église évangélique luthérienne Saint-Michel est construite en 1962 et dépend de l'église de Celle.
l'église catholique est construite en 1910 et appartient à la paroisse de Hambühren.
L'Eglise néo-apostolique, dont la congrégation existe depuis 1928 à Wietze, appartient à l'église de l'arrondissement du nord de Hanovre.

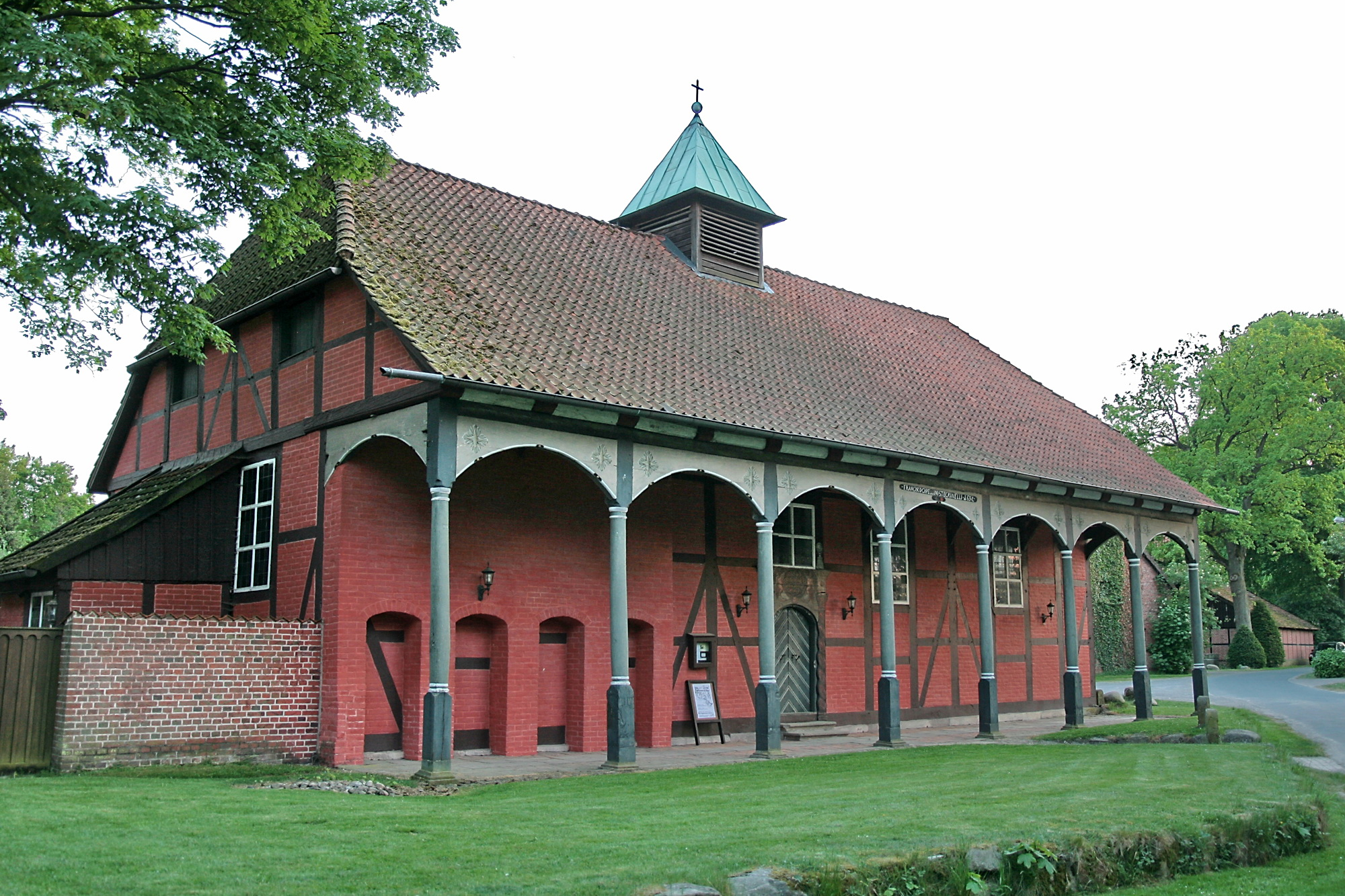
La chapelle de Wieckenberg, œuvre de

## Attractions
La chapelle de Wieckenberg est l'œuvre de Stechinelli (de) en 1692. Elle ressemble à un corps de ferme mais contient un riche décor baroque. Elle a été financée par Georges-Guillaume de Brunswick-Lunebourg.
Au nord de Wietze se situe la réserve naturelle des "Hauts pâturages de Hornbostel", une zone de 176 hectares protégée depuis 2004. On y trouve des ruines de bergerie. Des aurochs de Heck puis des chevaux de Przewalski entretiennent cette partie de l'Aller.

### Évènements
Tout au long de l'année il y a des événements divers comme le festival annuel de tir, le marché de pommes de terre…

## Source, notes et références
1. ↑  « Wietze-Steinförde », sur wohneigentum.de (consulté le 10 septembre 2020).
2. ↑  http://www.wietze.de/internet/page.php?typ=2&site=908000002
3. ↑  Journal of the Institute of Petroleum, Volume 46, Institute of Petroleum, 1960, p. 30
4. ↑  http://www.wietze-info.de/Historie/Oel/Ruehl_Festvortrag_1983.pdf
5. ↑  « landgefluegel.de/de/neubau_sta… »(Archive.org • Wikiwix • Archive.is • Google • Que faire ?).
6. ↑  (de) « Naturschutzgebiet "Hornbosteler Hutweide" », sur niedersachsen.de (consulté le 9 octobre 2023).

- (de) Cet article est partiellement ou en totalité issu de l’article de Wikipédia en allemand intitulé « Wietze » (voir la liste des auteurs).